# Henning Verlage/Diskografie
Diese Diskografie ist eine Übersicht über die musikalischen Werke des deutschen Musikers, Komponisten und Musikproduzenten Henning Verlage und seiner Pseudonyme wie Fairlage. Den Schallplattenauszeichnungen zufolge hat er bisher mehr als 930.000 Tonträger verkauft, die meisten davon (über 900.000) allerdings nur in seiner Heimat. Seine erfolgreichste Veröffentlichung ist die Autorenbeteiligung Geboren um zu leben mit über 780.000 verkauften Einheiten.

## Autorenbeteiligungen und Produktionen
Henning Verlage als Autor (A) und Produzent (P) in den Charts

| Jahr | Titel Interpretation               | Höchstplatzierung, Gesamtwochen, AuszeichnungChartplatzierungen (Jahr, Titel, Interpretation, Platzierungen, Wochen, Auszeichnungen, Anmerkungen) | Höchstplatzierung, Gesamtwochen, AuszeichnungChartplatzierungen (Jahr, Titel, Interpretation, Platzierungen, Wochen, Auszeichnungen, Anmerkungen) | Höchstplatzierung, Gesamtwochen, AuszeichnungChartplatzierungen (Jahr, Titel, Interpretation, Platzierungen, Wochen, Auszeichnungen, Anmerkungen) | Anmerkungen                                                |
| Jahr | Titel Interpretation               | DE | AT | CH | Anmerkungen                                                |
| --- | ---------------------------------- | --- | --- | --- | ---------------------------------------------------------- |
| 2007 | Sand in meiner Hand P Down Below   | DE42 (3 Wo.)DE | — | — | Erstveröffentlichung: 2007                                 |
| 2008 | An deiner Seite P Unheilig         | DE49 (26 Wo.)DE | — | — | Erstveröffentlichung: 28. März 2008                        |
| 2010 | Geboren um zu leben A Unheilig     | DE2 ×5Fünffachgold · (106 Wo.)DE | AT8 (89 Wo.)AT | CH13 Platin · (84 Wo.)CH | Erstveröffentlichung: 29. Januar 2010 Verkäufe: + 780.000  |
| 2010 | Eiszeit A, P Eisbrecher            | DE84 (1 Wo.)DE | — | — | Erstveröffentlichung: 19. März 2010                        |
| 2010 | Für immer A Unheilig               | DE17 (24 Wo.)DE | AT51 (7 Wo.)AT | CH57 (1 Wo.)CH | Erstveröffentlichung: 21. Mai 2010                         |
| 2010 | Unter deiner Flagge A, P Unheilig  | DE9 (21 Wo.)DE | AT29 (12 Wo.)AT | — | Erstveröffentlichung: 24. September 2010                   |
| 2012 | Verrückt P Eisbrecher              | DE43 (3 Wo.)DE | — | — | Erstveröffentlichung: 24. Januar 2012                      |
| 2012 | Unendliches Leben P Frei.Wild      | DE35 (1 Wo.)DE | — | — | Erstveröffentlichung: 31. Januar 2012                      |
| 2012 | So wie du warst A Unheilig         | DE2 Gold · (17 Wo.)DE | AT14 (14 Wo.)AT | CH18 (10 Wo.)CH | Erstveröffentlichung: 24. Februar 2012 Verkäufe: + 150.000 |
| 2012 | Lichter der Stadt A Unheilig       | DE31 (15 Wo.)DE | — | — | Erstveröffentlichung: 16. März 2012                        |
| 2014 | Als wär’s das erste Mal A Unheilig | DE10 (6 Wo.)DE | AT38 (2 Wo.)AT | CH56 (1 Wo.)CH | Erstveröffentlichung: 7. März 2014                         |
| 2014 | Wir sind alle wie eins A Unheilig  | DE29 (3 Wo.)DE | — | — | Erstveröffentlichung: 7. März 2014                         |
| 2014 | Zeit zu gehen A, P Unheilig        | DE6 (14 Wo.)DE | AT16 (8 Wo.)AT | CH8 (5 Wo.)CH | Erstveröffentlichung: 31. Oktober 2014                     |
| Folgende Lieder erschienen nicht als Single, wurden aber durch das Album zum Download und Streaming bereitgestellt und konnten somit eine Platzierung erlangen: |                                    | | | |                                                            |
| |                                    | | | |                                                            |
| 2012 | Nachtschicht A Unheilig            | — | — | CH56 (1 Wo.)CH | Charteinstieg: 11. März 2012 B-Seite von So wie du warst   |

## Remixe
| Jahr | Titel Album                                                                            | Anmerkungen                                                             |
| ---- | -------------------------------------------------------------------------------------- | ----------------------------------------------------------------------- |
| 2002 | Dream with Me (Fairlage Mix) Zillo Dark Summer – Best of Goth Open Airs 2002 (Sampler) | Erstveröffentlichung: 2002 Interpretation: Trademark of Youth           |
| 2002 | Living Without You (Fairlage Remix) Autotunes (Russian Edition)                        | Erstveröffentlichung: 2002 Interpretation: Boytronic                    |
| 2002 | Wreath of Barbs (Neuroticfish Remix 1) Wreath of Barbs (Classic Remixes)               | Erstveröffentlichung: 21. April 2002 Interpretation: :wumpscut:         |
| 2002 | Wreath of Barbs (Neuroticfish Remix 2) Wreath of Barbs (Classic Remixes)               | Erstveröffentlichung: 21. April 2002 Interpretation: :wumpscut:         |
| 2004 | Liebe ist alles (Zeitmachine Mix) Alvarez Presents Zeitmaschine Remixed                | Erstveröffentlichung: 22. November 2004 Interpretation: Rosenstolz      |
| 2005 | Vielleicht? (Dark Remix) –                                                             | Erstveröffentlichung: 3. Oktober 2005 Interpretation: Alvarez & Heppner |
| 2006 | Ich bin ich (wir sind wir) (Newtools Mix) Ich bin ich (wir sind wir) (Die Remixe)      | Erstveröffentlichung: 10. Februar 2006 Interpretation: Rosenstolz       |

## Statistik

### Chartauswertung
|                       | DE    | AT    | CH    |
| --------------------- | ----- | ----- | ----- |
| Nummer-eins-Singles   | DE—DE | AT—AT | CH—CH |
| Top-10-Singles        | DE5DE | AT1AT | CH1CH |
| Singles in den Charts | DE9DE | AT6AT | CH6CH |

|                       | DE    | AT    | CH    |
| --------------------- | ----- | ----- | ----- |
| Nummer-eins-Singles   | DE—DE | AT—AT | CH—CH |
| Top-10-Singles        | DE2DE | AT—AT | CH1CH |
| Singles in den Charts | DE7DE | AT2AT | CH1CH |

### Auszeichnungen für Musikverkäufe
Anmerkung: Auszeichnungen in Ländern aus den Charttabellen bzw. Chartboxen sind in ebendiesen zu finden.
| Land/RegionAuszeichnungen für Musikverkäufe (Land/Region, Auszeichnungen, Verkäufe, Quellen) | Gold     | Platin     | Verkäufe | Quellen           |
| -------------------------------------------------------------------------------------------- | -------- | ---------- | -------- | ----------------- |
| Deutschland (BVMI)                                                                           | 2× Gold2 | 2× Platin2 | 900.000  | musikindustrie.de |
| Schweiz (IFPI)                                                                               | —        | Platin1    | 30.000   | hitparade.ch      |
| Insgesamt                                                                                    | 2× Gold2 | 3× Platin3 |          |                   |